# Marcos Enrique
Marcos Nahuel Enrique (Franck, provincia de Santa Fe, 30 de diciembre de 1999) es un futbolista argentino. Juega de volante y su equipo actual es Patronato, de la Primera Nacional.

## Carrera

### Vélez Sarsfield
Enrique llegó a Vélez Sarsfield a los 12 años, luego de una prueba realizada por el club. A mediados de 2020 firmaría su primer contrato profesional con el equipo de Buenos Aires. Meses más tarde, lograría su debut: ocurrió el 24 de noviembre en la victoria por 2 a 0 frente a Deportivo Cali de Colombia en el partido de ida de los octavos de final de la Copa Sudamericana, ingresando a los 56 minutos del segundo tiempo por Federico Mancuello. En el Fortinero jugó apenas dos encuentros.

### Instituto
Para conseguir rodaje futbolístico, Enrique sería prestado a Instituto en 2021, quien se encontraba disputando la Primera Nacional. Debutó el 13 de marzo en el empate 0-0 ante Defensores de Belgrano, ingresando a los 39 minutos del segundo tiempo por Rodrigo Garro.
El préstamo finalizaría a los seis meses debido a la poca continuidad que tuvo el santafesino, jugando apenas nueve encuentros.

### Cerro Largo
Ante la breve estadía de Enrique en Córdoba, el volante central sería cedido a Cerro Largo, equipo de la Primera División de Uruguay. Debutó en el Arachan el 31 de octubre en la goleada 1-4 sobre Fénix, ingresando a los 28 minutos del segundo tiempo por el argentino Augusto Max. En su primer semestre en el extranjero, disputó apenas cinco encuentros.
Ya en 2022, fue parte del equipo titular durante gran parte del torneo. Jugó 27 partidos del torneo uruguayo, además de dos encuentros por Copa Sudamericana frente a Montevideo Wanderers.

### Almirante Brown
En 2023 regresó al fútbol argentino para vestir los colores de Almirante Brown en la Primera Nacional. Debutó el 5 de febrero en la victoria 1-0 sobre San Telmo, siendo titular. Convirtió su primer gol como profesional el 11 de marzo en el empate 1-1 contra San Martín de San Juan.
Su actuación fue muy destacada, jugando 36 partidos durante todo el torneo y convirtiendo dos goles (además del mencionado a San Martín de San Juan, le convirtió a All Boys). El equipo perdió la final por el campeonato frente a Independiente Rivadavia y, luego, la semifinal por el segundo ascenso ante Deportivo Riestra, quien posteriormente ascendería a la máxima categoría.

### Quilmes
El volante santafesino se incorporó a Quilmes, participante de la segunda categoría del fútbol argentino, tras quedar libre de Vélez Sarsfield, en enero de 2024. Firmó contrato por dos años.

## Estadísticas

### Clubes
| Vélez Sarsfield Argentina | 1.ª                 | 2019-20             | 0   | 0 | 0 | 0 | 0 | 0 | 0   | 0 | 0    |
| Vélez Sarsfield Argentina | 1.ª                 | 2020                | -   | - | 1 | 0 | 1 | 0 | 2   | 0 | 0    |
| Vélez Sarsfield Argentina | 1.ª                 | 2021                | 0   | 0 | 0 | 0 | 0 | 0 | 0   | 0 | 0    |
| Vélez Sarsfield Argentina | Total club          | Total club          | 0   | 0 | 1 | 0 | 1 | 0 | 2   | 0 | 0    |
| Instituto Argentina | 2.ª                 | 2021                | 9   | 0 | 0 | 0 | - | - | 9   | 0 | 0    |
| Instituto Argentina | Total club          | Total club          | 9   | 0 | 0 | 0 | - | - | 9   | 0 | 0    |
| Cerro Largo · Uruguay | 1.ª                 | C-2021              | 5   | 0 | 0 | 0 | - | - | 5   | 0 | 0    |
| Cerro Largo · Uruguay | 1.ª                 | A-2022              | 9   | 0 | 0 | 0 | 2 | 0 | 11  | 0 | 0    |
| Cerro Largo · Uruguay | 1.ª                 | I-2022              | 7   | 0 | 0 | 0 | 0 | 0 | 7   | 0 | 0    |
| Cerro Largo · Uruguay | 1.ª                 | C-2022              | 11  | 0 | 0 | 0 | 0 | 0 | 11  | 0 | 0    |
| Cerro Largo · Uruguay | Total club          | Total club          | 32  | 0 | 0 | 0 | 2 | 0 | 34  | 0 | 0    |
| Almirante Brown Argentina | 2.ª                 | 2023                | 36  | 2 | - | - | - | - | 36  | 2 | 0.06 |
| Almirante Brown Argentina | Total club          | Total club          | 36  | 2 | - | - | - | - | 36  | 2 | 0.06 |
| Quilmes Argentina | 2.ª                 | 2024                | 28  | 2 | 1 | 0 | - | - | 29  | 2 | 0.07 |
| Quilmes Argentina | 2.ª                 | 2025                | 12  | 2 | 1 | 0 | - | - | 13  | 2 | 0.15 |
| Quilmes Argentina | Total club          | Total club          | 40  | 4 | 2 | 0 | - | - | 42  | 4 | 0.1  |
| Patronato Argentina | 2.ª                 | 2025                | 8   | 0 | - | - | - | - | 8   | 0 | 0    |
| Patronato Argentina | Total club          | Total club          | 8   | 0 | - | - | - | - | 8   | 0 | 0    |
| Total en su carrera | Total en su carrera | Total en su carrera | 125 | 6 | 3 | 0 | 3 | 0 | 131 | 6 | 0.05 |
| (1) Las copas nacionales se refiere a la Copa Argentina, a la Copa de la Liga Profesional y a la Copa AUF Uruguay. (2) Las copas internacionales se refiere a la Copa Libertadores y a la Copa Sudamericana. (3) Media de goles por encuentro. No incluye goles en partidos amistosos. |                     |                     |     |   |   |   |   |   |     |   |      |